# Strzyżów
Strzyżów (pronunciación polaca: [ˈstʂɨʐuf]) es una ciudad polaca, capital del distrito homónimo en el voivodato de Subcarpacia. Dentro del distrito, es la capital del municipio homónimo. Tiene (en 2021) 8588 habitantes.
Se cree que la localidad fue fundada en el siglo IX por los vistulanos como una torre de vigilancia. Adquirió estatus urbano a finales del siglo XIV. En 1769 se hizo conocida la ciudad en el país por haber realizado la Confederación de Bar un juramento público frente a la imagen de la Inmaculada, que se convirtió en uno de los símbolos del levantamiento. A partir de 1796 se desarrolló notablemente por albergar un centro de educación secular, recibiendo la concesión real de cuatro ferias al año. En 1895 sufrió un importante incendio que obligó a hacer una reconstrucción importante de la ciudad. Desde la segunda mitad del siglo XX se ha reorganizado como localidad industrial.
Se ubica unos 20 km al suroeste de la capital regional Rzeszów.